# Heterophleps refusata
Heterophleps refusata là một loài bướm đêm trong họ Geometridae.